# Anna Maria Alegiani
Anna Maria Alegiani (* 5. August 1927 in Rom) ist eine italienische Schauspielerin.

## Leben
Alegiani debütierte in einem der letzten Telefoni Bianchi 1943 in der Rolle einer Schülerin und wurde von der Zeitschrift „Cinema“ als Zukunftshoffnung gepriesen, was in den Wirren des zu Ende gehenden Krieges allerdings nicht in Erfüllung ging. Alegiani widmete sich in der Nachkriegszeit vor allem dem Theater und spielte kleinere Rollen in der Gesellschaft von Memo Benassi/Evi Maltagliati. 1950, nach zwei Filmrollen, wurde sie Mitglied des „Piccolo Teatro“ in Mailand. Gelobt wurde ihre Interpretation in Gian Giorgio Trissinos Sofonisbe unter Giorgio Strehler. Später war sie unter Alessandro Brissoni in Federico García Lorcas Bluthochzeit zu sehen (1962).
Ab Mitte der 1950er Jahre konzentrierte sich Alegiani auf Fernsehproduktionen, von denen sie einige frühe Höhepunkte mitgestalten konnte; auch als Synchronsprecherin war sie aktiv. Nach ihrem Rückzug Ende der 1960er Jahre kehrte sie 2007 für eine Gastrolle der Fernsehserie Carabinieri in die Schauspielerei zurück.
Manchmal wird ihr Familienname mit Aleggiani wiedergegeben.

## Filmografie (Auswahl)
- 1943: Incontri di notte
- 1950: Frauen ohne Namen (Donne senza nome)
- 1950: Mater dei
- 1957: Il romanzo di un giovane povero (Vierteiler)
- 1959: Un marito ideale (Fernsehfilm)
- 1969: Die Nonne von Monza (La monaca di Monza)
- 2007: Carabinieri (Fernsehserie, eine Folge)